# Delegat de personal
El delegat de personal és el treballador escollit pel conjunt de companys de l'empresa per a representar-los davant de l'empresari o de les autoritats laborals pertinents.

## Legislació
En la majoria de països europeus així és reconegut per la legislació laboral, i acostumen a diferenciar-lo dels comitès d'empresa, òrgan igualment representatiu dels treballadors, i això a partir d'un criteri bàsic: la talla de l'empresa en nombre de treballadors de la plantilla. Així, en les empreses petites els treballadors elegeixen els delegats de personal (pot ser únic o dos o tres, segons la mida de l'empresa i segons la legislació de cada país). A partir d'un cert nombre de treballadors (un llindar que varia d'un país a l'altre), en canvi, els treballadors elegeixen els membres del comitè d'empresa. Per tant, delegat de personal i comitè d'empresa són institucions equivalents, sovint amb les mateixes atribucions, amb la sola diferència que el primer és per a les empreses petites i el segon per a les més grans.
En algun país, com a Andorra, se'ls denomina com a delegat dels assalariats, que és una variant purament semàntica. A vegades, en el llenguatge col·loquial, dins de les empreses, als membres dels comitès se'ls diu també delegat però tot i que tinguin funcions semblants no és el nom legal.
A les empreses també hi pot haver delegats sindicals, que s'han de diferenciar, perquè aquests només són els representants dels treballadors afiliats a una organització sindical determinada, a diferència dels delegats de personal que (com els comitès d'empresa) és un òrgan elegit pel conjunt dels treballadors de l'empresa i que representa a tota la plantilla independentment de l'afiliació sindical o no de cada treballador. De fet, en alguns països no existeixen aquests òrgans unitaris de representació i els treballadors confien la seva força i la seva representació únicament en els delegats sindicals i les organitzacions sindicals on estan afiliats.
Allí on existeixen, com és el cas de la majoria de països europeus i també als diferents Països Catalans, és el legislador respectiu qui en fixa tan les competències, com el seu nombre i els processos d'eleccions sindicals per a elegir-los.

## Els delegats de personal als Països Catalans
Des del gener del 2020, a l'estat francès (i per tant a Catalunya Nord) ha deixat d'existir la figura de delegat de personal (DP) perquè una reforma legislativa va fusionar aquestes diferents formes de representació en una de sola denominada "comitè social i econòmic" (CSE-comité social et économique). En l'actualitat, el CSE assumeix les funcions dels antics delegats (allí on n'hi havia), dels comitès d'empresa, així com dels comitès d'higiene, seguretat i condicions de treball (CHSCT). Això sí, aquest nou òrgan té una composició en nombre de membres que varia en funció de la talla de l'empresa, i inclou tant un representant de l'empresa com els representats electes dels treballadors. En les empreses de 11 treballadors a 24, hi ha un sol representant dels treballadors; de 25 a 49, dos representants; i així en augment a mesura que l'empresa és més gran. A les empreses de menys de 11 treballadors no hi ha cap òrgan unitari de representació, la qual serà exercida, si és el cas, pels delegats sindicals.
En canvi, a Andorra i als Països Catalans sota jurisdicció espanyola, sí que existeix la diferenciació de denominació d'aquests dos òrgans de representació. En ambdós casos, el delegat disposa de garanties de protecció com els membres dels comitès d'empresa; és a dir, impossibilitat de ser acomiadats o sancionats durant l'exercici del seu mandat i encara durant un temps posterior.
A l'estat espanyol, també és a partir de 11 treballadors en plantilla que les empreses han de disposar d'un delegat de personal elegit pels treballadors. Si l'empresa té entre 31 i 49 treballadors, s'han d'elegir 3 delegats. I és a partir de 50 treballadors en amunt que ja pertoca elegir un comitè d'empresa. Les empreses per sota de 11 treballadors, però que en tinguin com a mínim 6, si la majoria de treballadors ho sol·licita, també poden tenir un delegat. Com ja s'ha dit, tenen les mateixes atribucions que els comitès d'empresa i, en cas de ser 3 delegats, actuen mancomunadament davant de l'empresa.
A Andorra, se'ls denomina delegat dels assalariats però la concepció, el funcionament i les atribucions és molt semblant. També és a partir de 11 treballadors i fins a 30 que pertoca elegir un delegat per part dels treballadors. A partir de 30 en amunt, hi ha d'haver el comitè d'empresa. I per sota de 11, la llei andorrana de relacions laborals estipula la possibilitat per part dels treballadors, reunits en assemblea, de designar un delegat però amb un mandat puntual per a negociar un acord específic amb l'empresa. El delegat té les mateixes competències que els comitès d'empresa.